# Sergio Rojas
Pour les articles homonymes, voir Rojas.
Sergio Rojas est un ancien footballeur argentin né le 22 novembre 1973 à Buenos Aires. Son poste de prédilection était celui d'attaquant.
Il devient notamment la coqueluche de tout un public[évasif] et illustre fréquemment sa technique comme le soir de Grenoble - Saint-Étienne[Quand ?] avec un retourné acrobatique qui restera dans l'histoire du football grenoblois. Après être retourné en Argentine, il joua dans le modeste club de Corrientes, Textil Mandiyú (en). Sergio Rojas a désormais pris sa retraite.

## Carrière
- 1996-1998 : Chaco For Ever (en) (Argentine)
- 1998-1999 : Douglas Haig (Argentine)
- 1999-2002 : Sporting de Charleroi (Belgique)
- 2002-2005 : Grenoble Foot 38 (France)
- 2005-2006 : Textil Mandiyú (en) (Argentine)
- 2006-2007 : Boca Unidos (en) (Argentine)
- 2008 : Chaco For Ever (en) (Argentine)
- 2008 : La Florida (en) (Argentine)

## Nombre de buts marqués
Il a marqué 28 buts avec Charleroi et 27 buts avec Grenoble.